# Javory v Boháňce

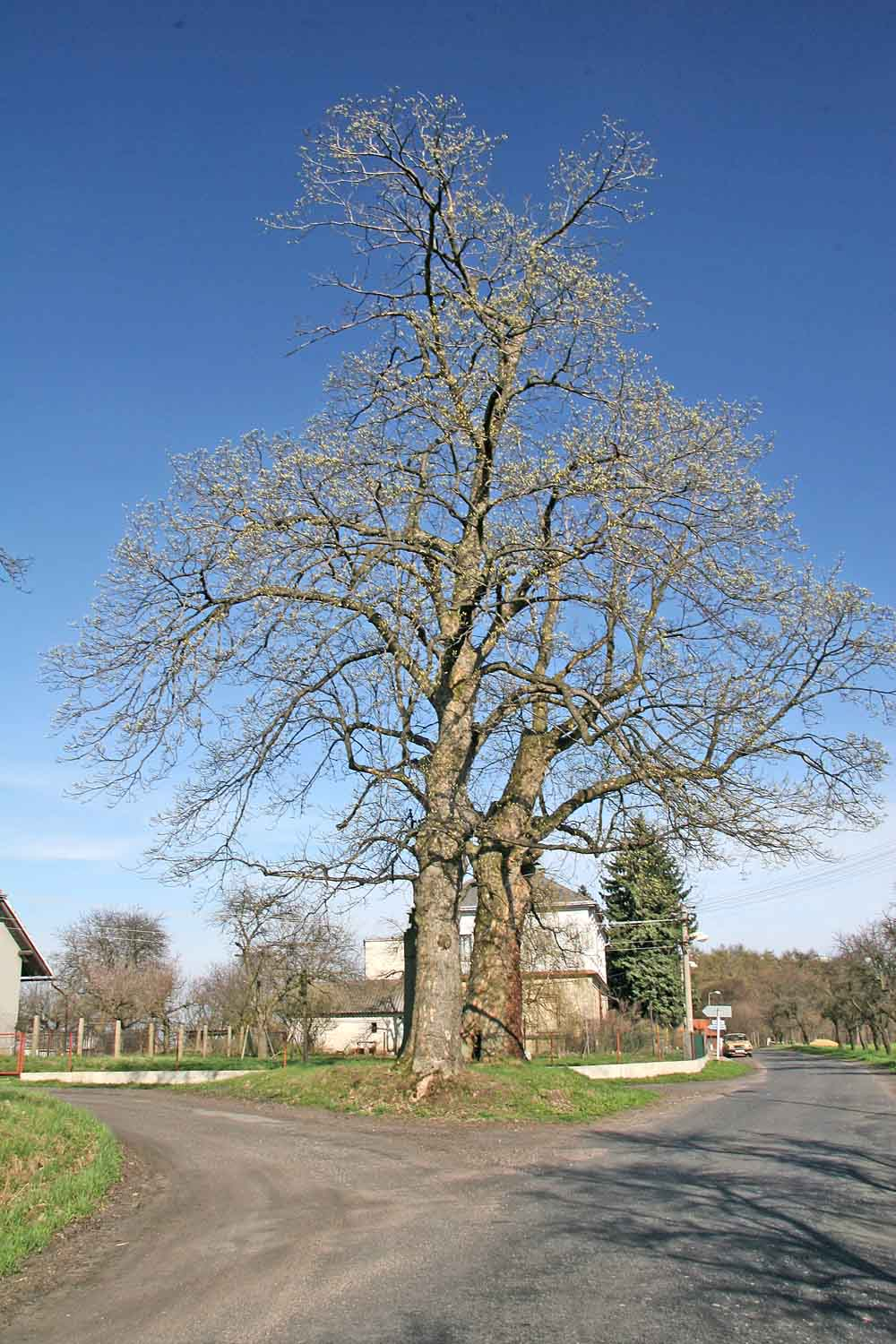
památné javory kleny v Boháňce

Na kraji obce Boháňka na křižovatce silnice do obce Skála (Boháňka) v okrese Jičín, rostly dva památné javory kleny (Acer pseudoplatanus). 
Pod oběma stromy jsou pískovcová boží muka z druhé poloviny 16. století.
Obvody kmenů měřily 348 a 273 cm, výška obou stromů byla 19 m (měření 2009).
Stromy byly chráněny od roku 1980 jako autochtonní druh, významná krajinná dominanta a stromy s významným vzrůstem.
Ochrana stromů byla zrušena 14. června 2023.